# Dávid király krónikája
A Dávid király krónikája (németül: Der König David Bericht, szó szerinti fordításban „A Dávid király-jelentés”) Stefan Heym német író regénye, amely először 1972-ben jelent meg Nyugat-Németországban, majd 1973-ban a Német Demokratikus Köztársaságban is. Magyarországon az Európa Könyvkiadó jelentette meg 1976-ban. A történelmi regény cselekménye az ókori Izraeli Királyságban, Salamon király idejében játszódik, akinek utasítására egy hivatalos bizottság elkészíti Salamon elhunyt apjának és elődjének, Dávid királynak életét és tetteit megörökítő hivatalos jelentést (a „krónikát”). Ethán, az igazságnak elkötelezett krónikás kutatás közben súlyos ellentmondásokra bukkan Dávid előéletében, emiatt életveszélyes konfliktusba kerül a makulátlan hivatalos Dávid-imázst követelő királyi tisztviselőkkel. A küzdelmekben formálódó „jelentés” végső szövege a zsidó Tóra (Tanach) fejezeteiben és a ma ismert Biblia ószövetségi részében olvasható. A regényhez felhasznált (és sűrűn idézett) történelmi szövegrészek Dávid életéről, az általa létrehozott Egységes Izraeli Királyság előtörténetéről, és Salamon király kormányzati rendszeréről szólnak. Ezekhez kapcsolja az író a fikciós történéseket és a (részben kitalált) személyek párbeszédeit és elmélkedéseit.

## Cselekmény

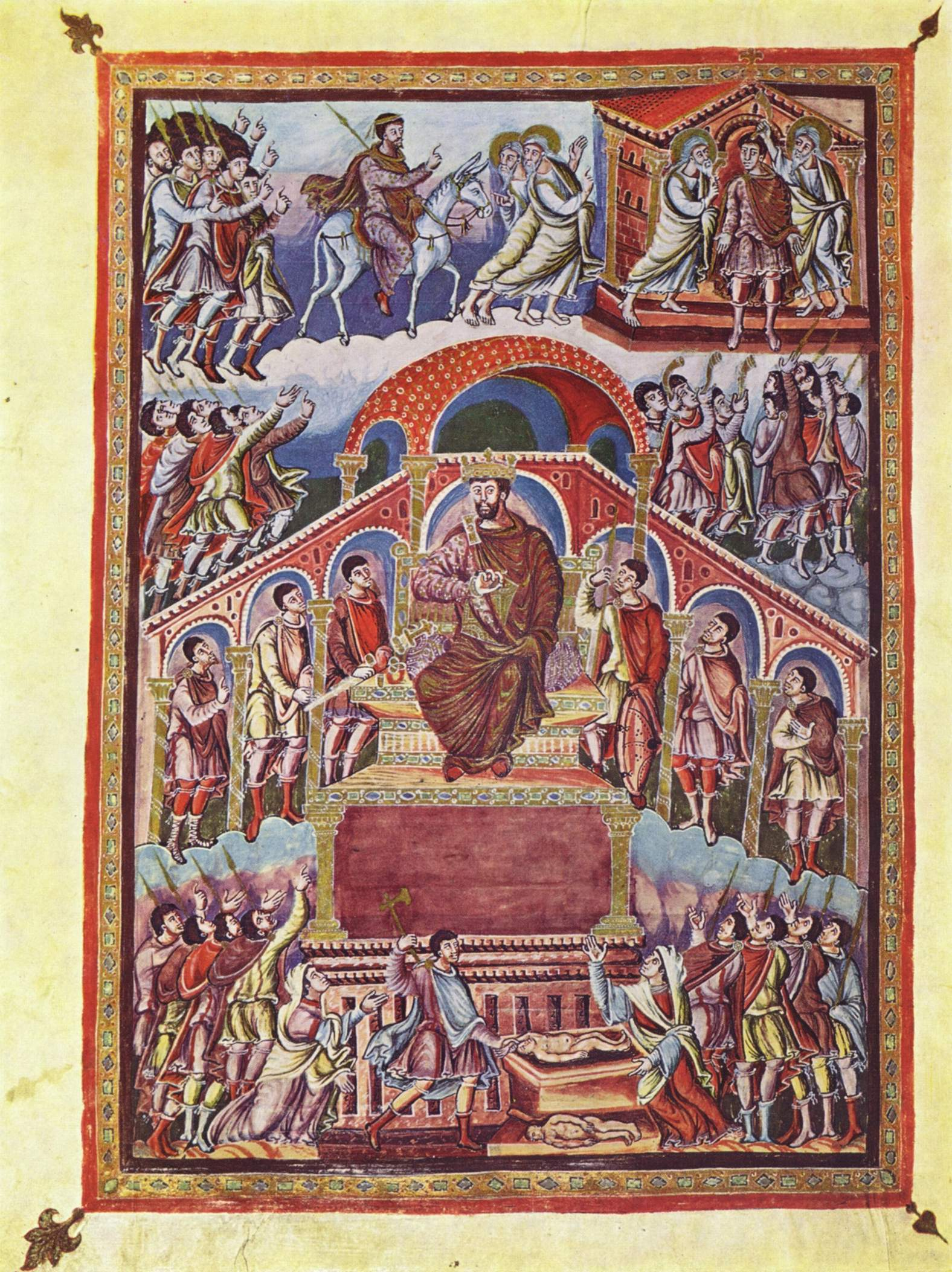
Salamon király udvara (Ingobertus kódexe, 9. század)

A történet főszereplője bizonyos Ethán, Hósaja fia, tudós krónikás és történetíró, Ezra (Izrah) városából. városából. A regény huszonhat fejezeten keresztül, első személyben meséli el életének e sorsfordító szakaszát.
Salamon király parancsára Ethán megjelenik egy magas rangú udvari főhivatalnokokból álló királyi bizottság előtt, akiknek feladata „Dávid Király Krónikájának” összeállítása. Az elkészítendő mű célja, hogy bebizonyítsa: Salamon király uralma Istentől ered, mert apja és elődje, Dávid király Isten kiválasztottjaként nyert hatalmat és uralkodott Izrael felett. A mű teljes hivatalos címe így hangzik:

„Dávid ben Isainak, Hét Esztendőkön át Júda és Harminchárom Esztendőkön át Júda és Izrael Királyának, Isten Kiválasztottjának, Salamon Király Atyjának Bámulatos Felemelkedéséről, Istenfélő Életéről, valamint Hősi Tetteiről és Csodálatos Míveiről szóló Egységes és Egyetlen, Igaz és Mértékadó, Történelmileg Hiteles és Hivatalosan Jóváhagyott Krónika.
Fent mondott krónika pedig arra hivatott, hogy korunk és minden eljövendő korok számára felmutassa az Egyetlen Igazságot, s ezáltal véget vessen Mindennemű Ellentmondásnak és Vitának, megszüntessen Mindennemű Hitetlenséget Dávid ben Isai Kiválasztatásában a mi Urunk és Istenünk, Jehova által és gyökerestül kiirtson Mindennemű Kételkedést azon Dicsőséges Kinyilatkoztatásokban, miket Urunk, Jehova, Dávid Magjára és Leszármazottaira nézve tett.”

– Dávid király krónikája, 1. fejezet

A bizottság tagjai Jósafát kancellár, Benája ben Jójáda, a királyi hadak vezére, Nátán próféta, Sádok pap, két írnok, Elihóref és Ahíja, végül szavazati jog nélkül Ethán, írás- és történettudó, krónikás.
Ethán családjával és könyvtárával együtt Jeruzsálembe költözik, és munkához lát, bár érzi, mit kockáztat:

„Végezhetem csúfosan is, amiképpen nem egy írástudó, kinek fejét vették, testét pedig a városfalra szögezték. De (…) meggazdagodhatok, ha vigyázok a nyelvemre s palavesszőmet bölcsen forgatom. Némi szerencsével és Jehova segedelmével talán még el is rejthetek a Dávid Király Krónikájában egy szócskát avagy sort, melyből megtudhatják későbbi nemzedékek, mi is történt ezekben az években Izraelben, miféle ember volt valójában Isai fia Dávid, ki egyszerre volt ágyasa a királynak, a király fiának és a király lányának; ki zsoldért hadat vitt tulajdon népére; ki megölette vér szerinti fiát, legyilkoltatta leghűbb szolgáját, majd fennszóval elsiratta őket; ki egy rakás nyomorú parasztból és nyakas pásztorból nemzetet kovácsolt.    
Az ember: az ő legendája. ”

– (Ethán), 1. és 4. fejezet

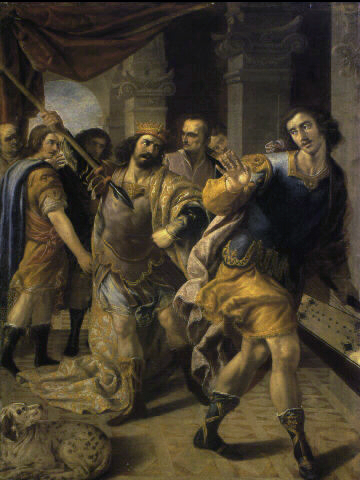
Saul király elüldözi Dávidot (Jusepe Leonardo festménye, 1630-as évek)

Az első feladat Dávid hatalomra jutásának története. A hivatalos álláspont szerint Sámuel próféta Izrael első királyává tette Sault. Az ifjú Dávid, Isai (Izáj) fia, érdemei révén Saul király kegyeibe férkőzött, feleségül vette Saul leányát, Mikál (Mikhál) hercegnőt. Saul király azonban „kihívta Jehova haragját”, elméje megbetegedett, szembefordult Isten emberével, Sámuellel és saját vejével, a hatalmát Saul rovására növelő Dáviddal. Saul haragja elől Dávid – Mikál segítségével – filiszteus földre menekült, és ellenséges haddal tört Izraelre. A háború alatt Saul király összes fiát megölték. Végső veresége után Saul (nehogy Dávid kezére jusson), öngyilkosságot követett el. Törvényes utód híján a nép és a papság a győztes Dávid mellé állt, és Izrael második királyává választották. Dávid Isten választottjaként uralkodott, az ő utódjának, Salamonnak isteni kiválasztottságához tehát nem férhet semmiféle kétség.

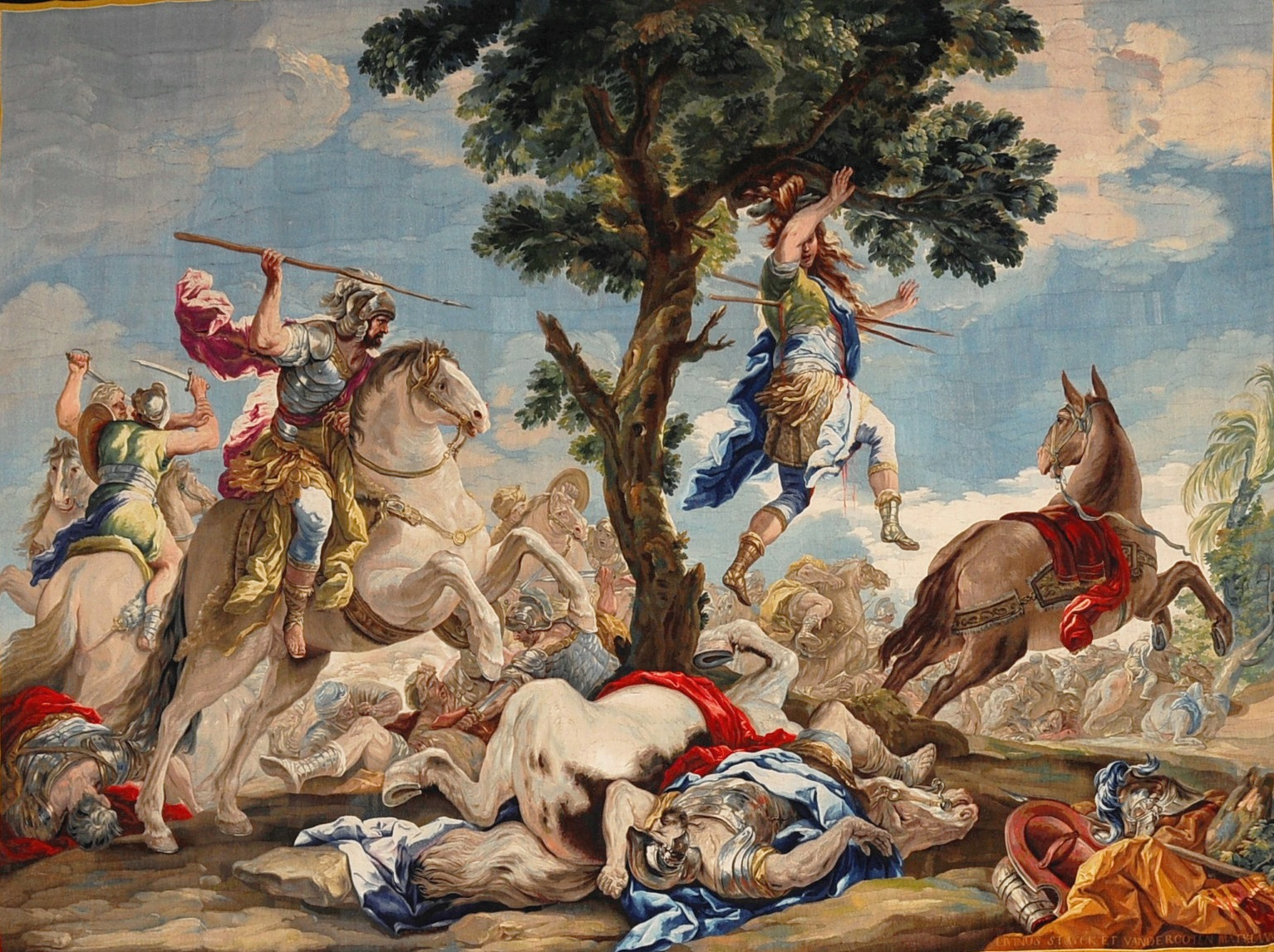
Joáb vezér megöli Absolont (Absalomot), Dávid fiát (faliszőnyeg, 1762)

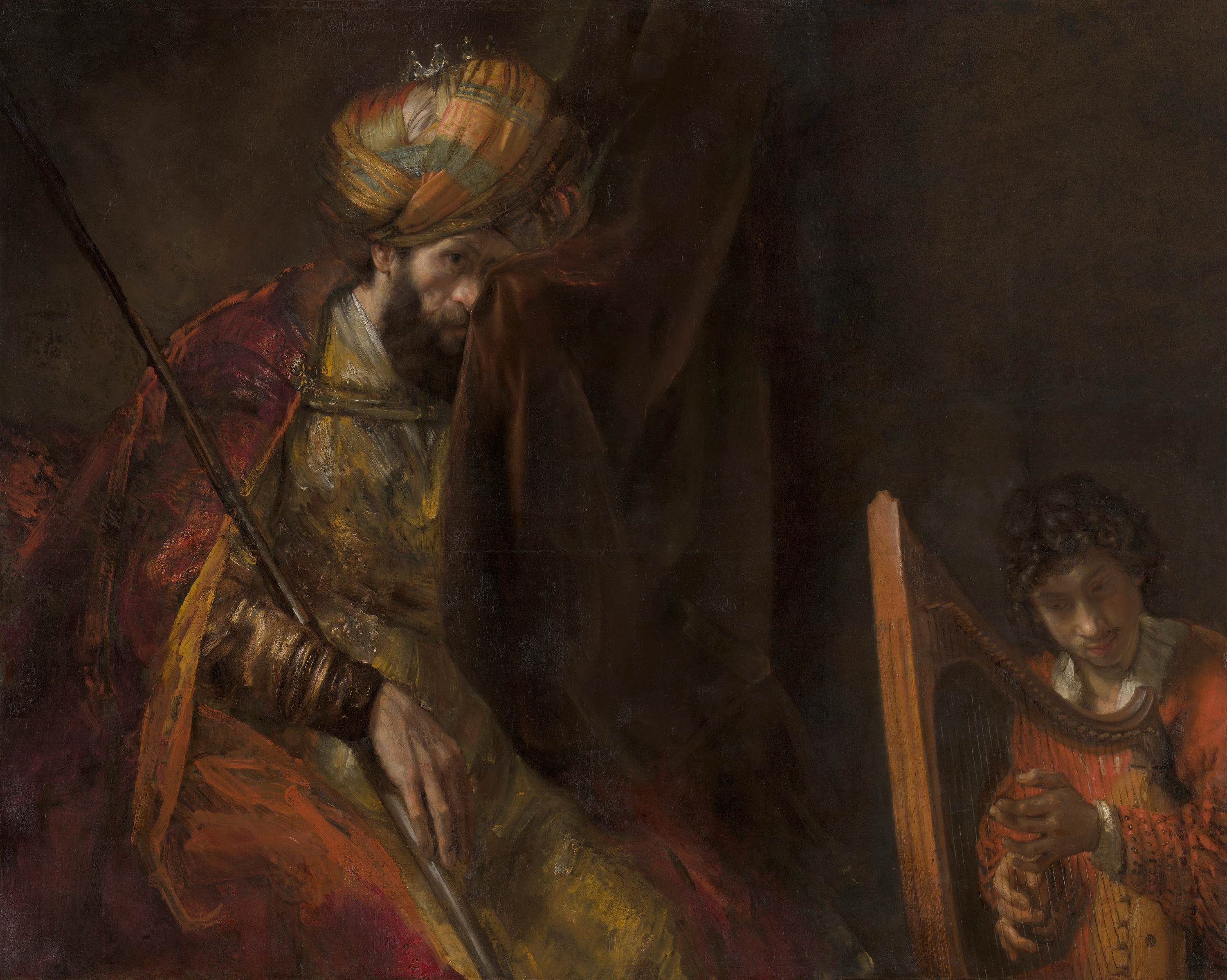
Az ifjú Dávid zenél Saul király előtt (17. századi festmény Rembrandt műhelyéből)

Ethán beszél a még élő szemtanúkkal, köztük Betsabéval, Salamon király anyjával, Mikállal, Saul király leányával, Dávid első, elhagyott feleségével, az agg Joábbal, Zéruja fiával, Dávid király unokaöccsével, hadainak egykori vezérével, de emellett meghallgat jövendőmondókat, szajhákat, egykori szolgálókat, katonákat, tisztviselőket is. Felkutatja a Dávid uralkodása idejéből megmaradt, agyagtáblácskákra rovott titkos dokumentumok töredékeit, sőt megidézi a holt Saul és Sámuel szellemeit is. Veszélyes ellentmondásokat tár fel. Hogyan és hányszor került az ismeretlen Dávid ben Isai, Saul király udvarába, először Góliát legyőzőjeként, aztán az elméjében beteg királyt zenéjével „gyengéden szolgáló” ifjúként? Isten választottja-e a rablóvezér, aki istentelen filiszteus seregeket vezet hazája, Izrael ellen? Vajon Saul király önkeze által halt-e, vagy Dávid által ráküldött gyilkos ölte meg? Hogyan manipulálta Dávid a nép hangulatát? Vak szenvedélyből megölette katonáját, a hettita Uriást, hogy törvényt és szokást megszegve megszerezze annak feleségét, Betsabét. Miután utódjául Betsabé fiát, Salamont tette meg, Dávid legyilkoltatta Salamon lehetséges vetélytársait, köztük saját vérrokonait, testvéreit és fiait is. Mások keze által által gyilkolt, megölette a piszkos munkát végző embereit is, majd nyilvánosan elsiratta áldozatait, bizonyítva ártatlanságát elveszejtésükben. Minden tettét Isten rendelésével indokolta. A hatalomszerzés és a tanúk elnémítása Salamon uralkodása alatt, a „Krónika” készítésével egy időben is zajlik: Benája legyilkolja Adónija herceget, Dávid király fiát, Salamon utolsó élő fivérét, és a templomi szentély védelme alá menekült agg Joábot, Dávid egykori harcostársát, hadainak vezérét.

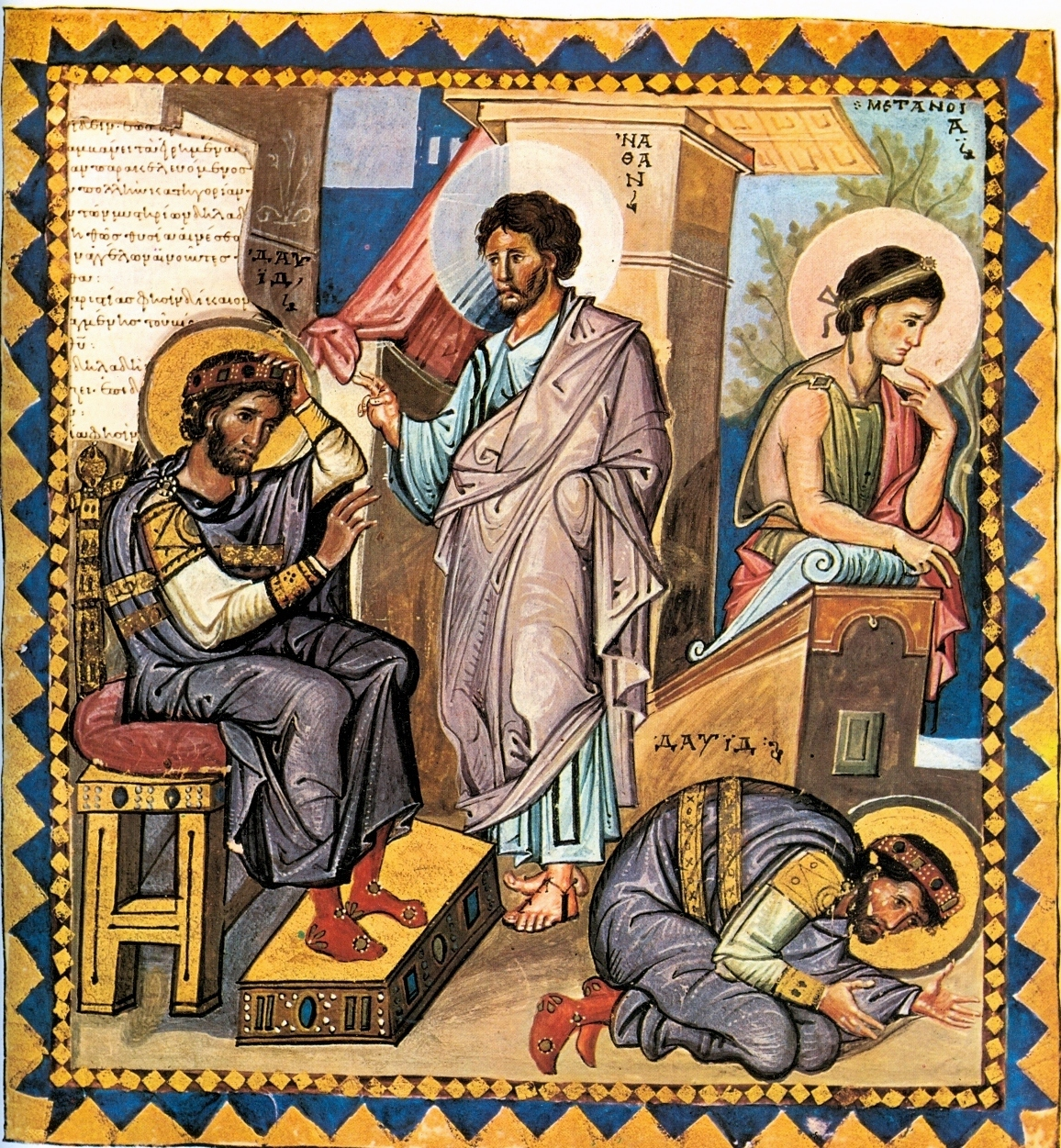
Nátán próféta Dávid fejére olvassa bűneit (10. századi bizánci miniatúra)

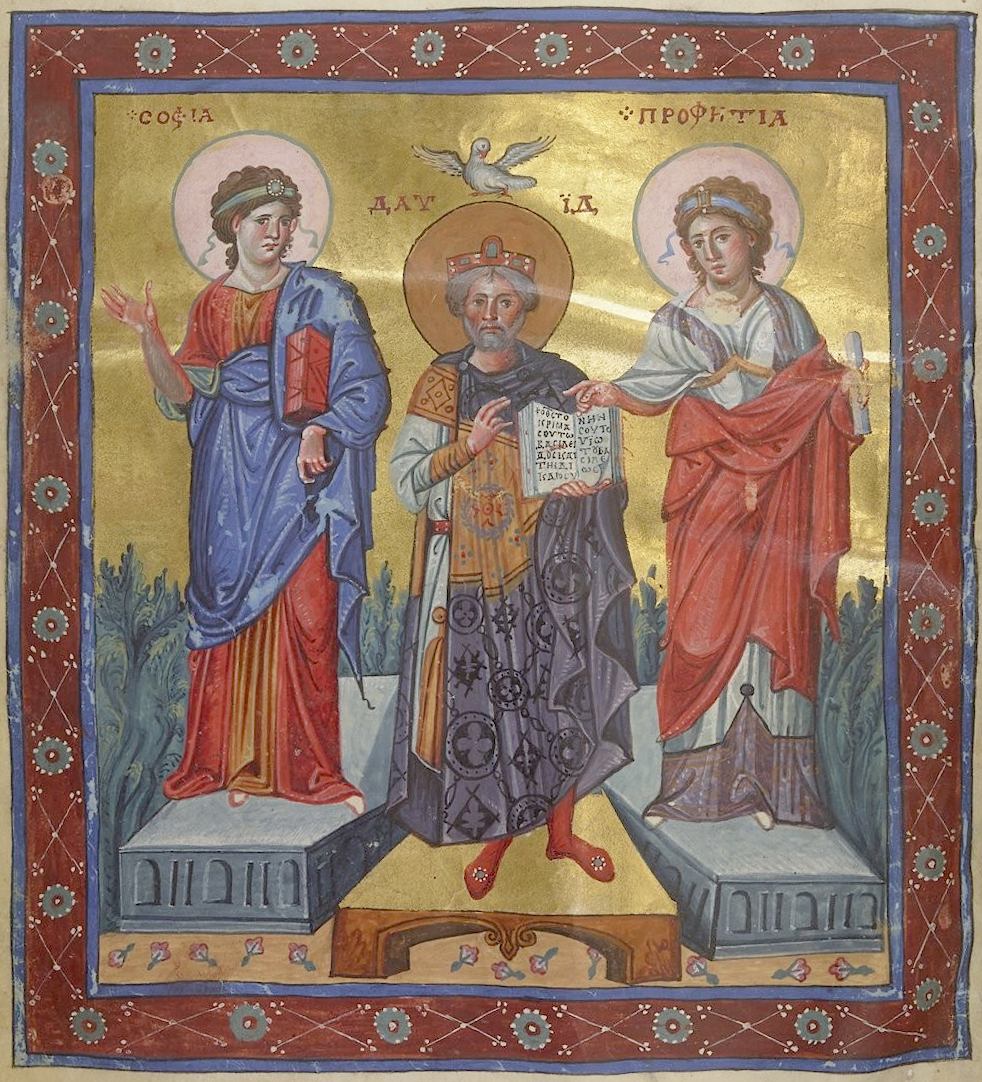
A dicsőséges Dávid király allegórikus ábrázolása, a Szent Bölcsesség és a Szent Próféciálás figurái között (10. századi bizánci miniatúra)

Ethán kutatásainak eredményét a királyi bizottság tagjai megtárgyalják, megszűrik, a krónikást a királyi akarat lojális követésére szorítják. A kínos tényekről Ethánt is állásfoglalásra kényszerítik:

„Nos halljuk, Ethán, mi a mondanivalód a kellemetlen tények helyéről történeti munkánkban, valamint a módról, ahogy ezek a krónikában említtessenek.”

– (Salamon király), 9. fejezet

Benája ben Jójáda, a királyi hadak vezére, az állambiztonság feje nyíltan figyelmezteti:

„Ha mindazt tudod, Ethán, amit hitem szerint tudsz, akkor, hiszem, túl sokat tudsz!
Utazz bárhová és bármiképpen, Ethán, ez országban mindig rajtad a törvény szeme.”

– (Benája ben Jójáda), 9. és 11. fejezet

Ethánnak, a lelkiismeretes írástudónak választania kell, nincs középút igazság és hamisság között. De félelmében a felkutatott igazságról csak óvatos, rejtett utalásokat tesz a szövegbe. A bizalmatlan királyi bizottság mégis átlátja, hogy Ethán fogalmazása veszélyezteti a Dávid király isteni kiválasztottságáról festendő makulátlan, hivatalos képet. Felségárulásért perbe fogják. A király salamoni ítéletet hoz: a bűnös írástudóból nem csinál mártírt, nem ítéli sem halálra, sem kényszermunkára, ehelyett megfosztja munkájának értelmétől. Műveit betiltásra, nevét örökös feledésre ítéli. Salamon elveszi és saját háremébe viteti Lilithet, Ethán egyik feleségét. Ethánnak Lilithez írt szerelmes verseit, az „Énekek énekét” Salamon saját műveivé nyilvánítja. Az írástudó krónikás megalázott földönfutóként, mindenét elvesztve, saját önbecsülésétől és emberi méltóságától megfosztva hagyja el Jeruzsálemet.

## Szereplők
A regény meghatározó szereplőinek zöme a Bibliában szereplő személy, kiegészítve néhány költött személyiséggel.
A királyi „krónika-bizottság” tagjai
- Salamon király, Dávid király tizenhatodik fia és utódja
- Jósafát ben Ahilud kancellár
- Benája ben Jójáda(wd), a királyi hadak vezére, Salamon bizalmi embere, könyörtelen praetoriánus, az állami erőszak megtestesítője
- Nátán próféta(wd)
- Sádok(wd) pap
- Elihóref és Ahíja írnokok
- Ethán ben Hósaja történetíró (szavazati jog nélkül). Az „ezrahita Ethán” személyét a Biblia két helyen is említi: a királyok első könyvének 5:11 (Vulgata szerint 4:31), és a zsoltárok könyve 89:1 szakaszában).

Dávid életének ekkor még élő tanúi
- Betsabé(wd) anyakirályné, a megölt hettita Uriás(wd) özvegye, Dávid felesége, Salamon király anyja
- Mikál(wd) hercegnő, Saul király leánya, Dávid első felesége
- Abigél(wd) hercegnő, Dávid utolsó felesége
- Támár(wd) hercegnő, Dávid király leánya
- Adónija(wd) herceg, Dávid király és Betsabé fia
- Absolon(wd) (Absalom) herceg, Dávid és Maáka fia
- Joáb(wd), Zéruja fia, Dávid király unokaöccse, hadainak egykori vezére, Dávid hatalomra jutásának kulcsszereplője
- Jövendőmondók, regösök, írnokok, szolgálók, kocsmárosok, szajhák, papok, katonák.

További szereplők
- Ethán feleségei: Eszter, Hulda és Lilith, és fiai: Sem és Selef.
- Amenhotep királyi főeunuch: „Mi ketten jövevények vagyunk Jeruzsálemben, Ethán, ami más szóval annyit tesz, hogy sebezhetőek vagyunk.”[7]

## Mögöttes tartalom

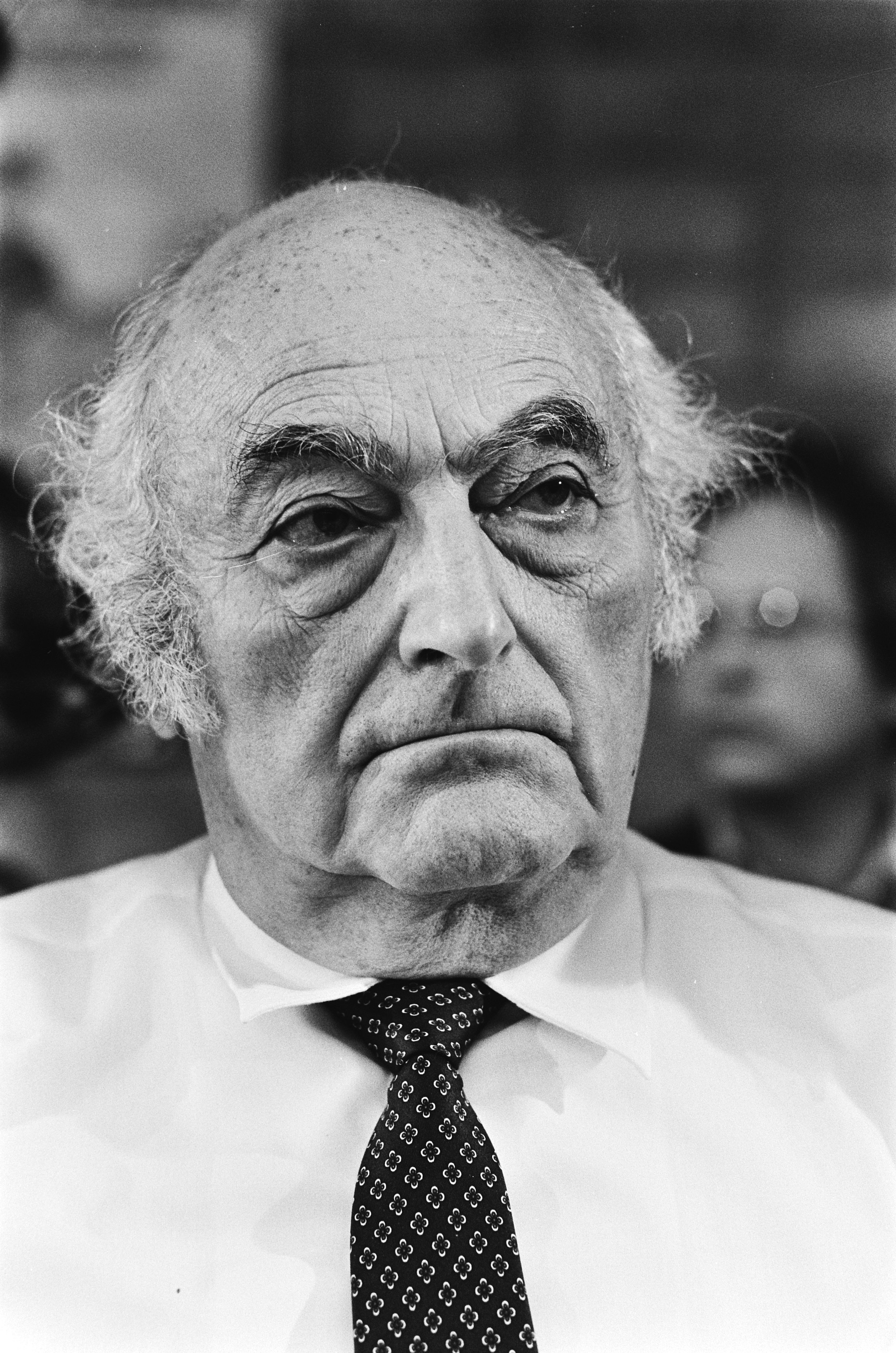
A szerző, Stefan Heym (1982)

A „Dávid király krónikája” – Stefan Heym 1960–70-es években írt más műveihez hasonlóan – többrétű mögöttes mondanivalót hordoz. A cselekmény egyik súlyponti kérdése a állami túlhatalom, amely erejével visszaélve rákényszeríti akaratát a vele konfrontálódó egyénre. A korlátlan hatalom és az egyén konfliktusát Heym már egy korábbi művében, a Lassalle című, Ferdinand Lassalle életét feldolgozó regényben, amely néhány évvel a Dávid király krónikája előtt, 1969-ben jelent meg Nyugat-Németországban, és 1974-ben az NDK-ban.
A történet hangsúlyosan utal a sztálinizmus, a személyi kultusz elítélésére és a múlt feldolgozásának szükségességére. Sok elemző – különösen a mű nyugat-európai recenzensei – egyértelmű utalásokat olvasnak ki a német közelmúltra és a regény legfőbb mondanivalójának a sztálinizmussal való leszámolást tekintik. Stefan Heym más műveiben is tárgyalja ezt a problémakört, elsősorban az 1979-es Collin-ban, és Az építészek (Die Architekten) címűben, amelyet Heym egészen 2000-ig a fiókjába zárva tartott. Az NDK-ban működő politikai rendszert Heym a szocializmus bűnös torzításának tartotta, állandó bírálatokkal illette, de következetes marxistaként sohasem kívánta a rendszer megdöntését.
A mű következő súlyponti kérdése az a harc, amelyet a diktatúrákban élő írók és kutatók folytatnak a rendszer által betiltott írásművek nyilvánosságra hozataláért. A regény vádirat a korabeli szocializmus ellen, ahol a szabad véleménynyilvánítást és az emberi jogokat. Bemutatja az erkölcsi válaszutat, amikor az írástudónak döntenie kell, hogy a hazugságot kívánó hatalom szolgája lesz-e, hírnévért és gazdagságért, vagy megpróbál az igaz oldalon maradni, kockára téve vagyonát, családját és puszta életét is.       
Fontos jellemvonása a regénynek a „zsidó téma”. Heym – zsidó származású, NDK-ban élő, de mindkét német államban publikáló íróként – határozott véleményt képviselt az arab–izraeli konfliktusról, és aktívan részt vett a zsidók és németek viszonyáról folyó korabeli kultúrpolitikai és irodalmi vitákban. Kritikusai részrehajlással vádolták, ő maga erről így nyilatkozott: „Nem hiszem, hogy Önök, amikor egy könyvemet olvassák, azt mondanák: »Ezt csak egy zsidó írhatta meg.« Egy nem-zsidó éppolyan jól megírhatta volna. Másfelől viszont, a Dávid király krónikáját és más, hasonló témájú könyveket bizony csak azok a zsidó írók írhatják meg, akik jól meg tudják érteni olyan emberek lelkivilágát, mint Dávid király, Ahasvérus vagy akár Jézus, a zsidók történelméből – egy mindig elnyomott kisebbség történelméből – kiindulva.”

## A regény első kiadásai
- Stefan Heym. Der König David Bericht. (német nyelven). Frankfurt am Main / München (NSZK): Fischer Taschenbuch(wd) (1972). ISBN 359-62-1508-0
- Stefan Heym. The King-David-Report (amerikai angol nyelven). New York: G. P. Putnam’s Sons (Putnam Pub Group) [1972] (1973). ISBN 0-399-11197-2
- Stefan Heym. Der König David Bericht. (német nyelven). Berlin (NDK): Buchverlag der Morgen(wd) [1973] (1973). ISBN 3-463-00508-5
- Stefan Heym. Relatare despre Regele David, ford. Mihai Isbășescu(wd) (román nyelven), București: Editura Univers(wd), Colecția Globus (1978). ISBN 973-50-1238-3

### Magyarul
- Dávid király krónikája; ford. Görög Lívia, lektor Tandori Dezső; Európa, Bp., 1976 (Európa zsebkönyvek) ISBN 963-07-0612-1

## Színpadi feldolgozásai
- A krónikás, rockopera, zeneszerzők Kemény Gábor, Kocsák Tibor, szövegíró Miklós Tibor, felvétele megjelent Budapest, Bravo, 1985.[12][13]

- A krónikás, rockopera, a Kisvárdai Várszínház És Művészetek Háza előadása, bemutató 2011. augusztus 26. Főszereplő: Dancs János, rendező Nagy Lóránt.[14][15]

## Kapcsolódó szakirodalom
- Ki kicsoda a Bibliában. Dávid. Arcanum Kézikönyvtár (arcanum.hu/hu/online-kiadvanyok). (Hozzáférés: 2020. szeptember 27.)

- Bankos Szilvia: Stefan Heym életrajza. Ekultura.hu, 2004. június 1. (Hozzáférés: 2019. január 14.)

- Dunai Péter: Elhunyt Stefan Heym. Népszabadság Archívum (http://nol.hu/archivum), 2001. december 17. (Hozzáférés: 2020. szeptember 27.)

- ↑ Bohnert196: Christiane Bohnert.szerk.: Oaul Gerhard Klussmann – Heinrich Mohr: Stefan Heym „Der König-David-Bericht.” Die Ohnmacht der Macht vor der Geschichte., Dialektik des Anfangs. Spiele des Lachens, Literaturpolitik in Bibliotheken. Über Texte von Heiner Müller, Franz Fühmann, Stefan Heym (német nyelven). Bonn: Bouvier, 143–195. o. (1986)

- Hans-Dietrich Sander (1972). „Der Prophet als Legendenkiller. [Zu: Der König David Bericht].” (német nyelven). Deutschland-Archiv(wd) 5, 753–755. o.

- Michael Schädlich. Zwischen Macht und Geist. Notizen zu Stefan Heyms Roman „Der König-David-Bericht”, Titelaufnahmen. Studien zu Werken von Thomas Mann, Heinrich Böll, Max Frisch, Graham Greene, Michail Bulgakow, Hermann Kant und Stefan Heym (német nyelven). Berlin: Union-Presse Hass, 141–148. o. (1978)

- Heinrich Böll (1972. szeptember 18.). „Der Lorbeer ist immer noch bitter. Heinrich Böll über Stefan Heym: „Der König David Bericht”” (német nyelven). Der Spiegel 1972 (39), 158-160. o. [2011. szeptember 17-i dátummal az eredetiből archiválva]. (Hozzáférés: 2019. január 18.)

- Marcel Reich-Ranicki (1972. augusztus 18.). „König David alias Stalin. Stefan Heyms pseudobiblischer Roman” (német nyelven). Die Zeit (33). [2013. február 12-i dátummal az eredetiből archiválva].

- Nancy A. Lauckner.szerk.: Sander L. Gilman – Jack Zipes: 1973: Stefan Heym’s „Der König David Bericht” which fictionalizes the biblical account of David’s reign to comment on the contemporary situation in the German Democratic Republic, is published., Yale companion to Jewish writing and thought in German culture 1096 – 1996 (angol nyelven). New Haven: Yale University Press, 759–765. o. (1997)